# Adler’s Appetite
Adler’s Appetite – amerykański zespół rockowy perkusisty Stevena Adlera powstały w 2003 roku. Pierwotnie nosił nazwę Suki Jones. Grupa zakończyła swoją działalność grając 1 stycznia 2012 roku ostatni koncert, po czym Adler wraz z Lonniem Paulem i Jacobem Buntonem założył nową formację o nazwie Adler.

## Muzycy

### Obecny skład
- Patrick Stone – wokal (od 2011)
- Steven Adler – perkusja (2003–2006, od 2007)
- Michael Thomas – gitara prowadząca (2004, 2005–2006, od 2007)
- Lonnie Paul – gitara rytmiczna (od 2011)
- Chip Z'nuff – gitara basowa (2005–2006, od 2007)

### Byli członkowie
- Keri Kelli – gitara prowadząca (2003–2005)
- Jizzy Pearl – wokal (2003–2005)
- Robbie Crane – gitara basowa (2003–2005)
- Brent Muscat – gitara rytmiczna (2003–2004)
- Sean Crosby – wokal(2003)
- Sheldon Tarsha – wokal (2005–2006, 2008–2009)
- JT Longoria – gitara rytmiczna(2005)
- Colby Veil – wokal (2007–2008)
- Kristy Majors – gitara rytmiczna (2007–2008)
- Alex Grossi – gitara rytmiczna (2008–2011)
- Rick Stitch – wokal (2009–2011)

## Dyskografia
EP
- Adler’s Appetite (2005)

Single
- "Alive" (2010)
- "Stardog" (2010)
- "Fading" (2010)